# Uniper Kraftwerke
Die Uniper Kraftwerke GmbH mit Sitz in Düsseldorf betreibt in Deutschland Kohle-, Gas-, Wasser- und Ölkraftwerke mit einer Leistung von etwa 10.500 MW.

## Geschichte
Die Uniper Kraftwerke GmbH ist ein Teil der 2016 aus dem E.ON-Konzern abgespaltenen Uniper-Gruppe. Sie hat in der Uniper-Gruppe eine ähnliche Funktion wie die frühere E.ON Kraftwerke GmbH, ist aber nicht mit dieser identisch. Die ehemalige E.ON Kraftwerke GmbH, Hannover, wurde zum Stichtag 1. Januar 2013 auf die E.ON Wasserkraft GmbH, Landshut verschmolzen. Im Rahmen dieser Verschmelzung wurde die bisherige E.ON Wasserkraft GmbH in E.ON Kraftwerke GmbH umfirmiert und ihr Sitz nach Hannover verlegt.
Im Rahmen der Maßnahmen zur Vorbereitung der Abspaltung der Uniper wurde die E.ON Achtzehnte Verwaltungs GmbH, Düsseldorf, umfirmiert in Uniper Kraftwerke GmbH.
Das operative Geschäft der E.ON Kraftwerke GmbH wurde mit Wirkung zum 25. September 2015 durch zwei Ausgliederungen über die Uniper Holding GmbH auf deren Tochterunternehmen Uniper Kraftwerke GmbH übertragen.
Seit Dezember 2022 gehört die Gesellschaft als Teil der Uniper Holding GmbH als indirekte Folge des russischen Überfalls auf die Ukraine zu 99,12 % dem deutschen Staat.

## Standorte
- Kraftwerk Datteln (Steinkohle)
- Kraftwerk Heyden (Steinkohle) – 1. Januar 2021 bis 30. September 2022 in Netzreserve
- Kraftwerk Scholven (Steinkohle/Öl)
- Kraftwerk Staudinger (Steinkohle/Gas)
- Kraftwerk Huntorf (Gas)
- Kraftwerk Kirchmöser (Gas) – nur Bahnstrom
- Kraftwerk Franken I (Gas/Öl)
- Kraftwerk Audorf (Öl)
- Kraftwerk Itzehoe (Öl)
- Kraftwerk Ingolstadt (Öl)
- Kraftwerk Irsching (Gas/Öl)
- Pumpspeicherkraftwerk Waldeck 1 und 2
- Pumpspeicherkraftwerk Happurg
- Kraftwerk Bringhausen (Speicher)
- Kraftwerk Hemfurth (Speicher) am Edersee
- Kraftwerk Helmighausen (Speicher)

Außer den hier aufgeführten thermischen Kraftwerken gehören zur Gesellschaft über 100 Wasserkraftwerke. Darunter sind 45 Laufwasserkraftwerke der Rhein-Main-Donau GmbH mit einer Gesamtausbauleistung von 332 MW und einem Regelarbeitsvermögen von über 2000 Millionen kWh und das Pumpspeicherkraftwerk Langenprozelten, für die die Uniper Kraftwerke GmbH als Betriebsführer fungiert. An der Donau sind dies die Kraftwerke Bertoldsheim, Bittenbrunn, Bergheim, Ingolstadt, Vohburg, Bad Abbach (Drehstrom), Bad Abbach (Bahnstrom), Regensburg, Geisling, Straubing und Kachlet.

## Ehemalige Standorte
Einige ehemalige Standorte der Uniper Kraftwerke und des Vorgängers, der E.ON Kraftwerke:
- Kraftwerk Arzberg – stillgelegt 2003
- Kohlekraftwerk Aschaffenburg – stillgelegt 2000
- Kraftwerk Franken II – stillgelegt 2001/2002
- Kraftwerk Pleinting
- Kohlekraftwerk Schwandorf – 2002 stillgelegt
- Kraftwerk Buschhaus (Braunkohle) – an die Mitteldeutsche Braunkohlengesellschaft verkauft
- Kraftwerk Shamrock (Steinkohle) – 2013 stillgelegt[10]
- Kraftwerk Gustav Knepper (Steinkohle) – 2014 stillgelegt, Gelände 2017 verkauft
- Gemeinschaftskraftwerk Veltheim (Steinkohle/Gas/Öl) – 2015 stillgelegt, Gelände 2018 verkauft
- Gemeinschaftskraftwerk Kiel (Steinkohle) – 2019 stillgelegt
- Kraftwerk Schkopau – 2021 an die EP Energy verkauft
- Kraftwerk Wilhelmshaven (Uniper) – 2021 stillgelegt